# Dicranopteris speciosa
Dicranopteris speciosa là một loài dương xỉ trong họ Gleicheniaceae. Loài này được C. Presl Holttum mô tả khoa học đầu tiên năm 1957.